# A bébiszitter – A kárhozottak királynője
A bébiszitter – A kárhozottak királynője (eredeti cím: The Babysitter: Killer Queen) 2020-ban bemutatott amerikai horror-vígjáték, melyet McG, Dan Lagana, Brad Morris és Jimmy Warden forgatókönyvéből McG rendezett és készített. A 2017-es A bébiszitter című film folytatása. A főbb szerepekben Judah Lewis, Jenna Ortega, Hana Mae Lee, Robbie Amell, Bella Thorne és Samara Weaving látható.
2020. szeptember 10-én jelent meg Netflixen. Általánosságban negatív véleményeket kapott a kritikusoktól.

## Cselekmény
Két évvel azután, hogy szembeszállt Bee nevű bébiszitterével és annak sátánista szektájával, Cole-t még mindig kísértik annak az estének az erőszakos eseményei. Ráadásul a körülötte élők azt hiszik, elment az esze, mióta Bee és barátai eltűntek.
Csak barátja és szomszédja, Melanie hisz neki. Melanie ösztökéli Cole-t, és megpróbálja elterelni a gondolatait. Ennek érdekében meghívja egy hétvégére a tópartra. Az este folyamán azonban Bee barátai visszatérnek a halálból, így Cole kénytelen másodszor is szembeszállni velük.

## Szereplők
| Szerep                | Színész            | Magyar hang       |
| --------------------- | ------------------ | ----------------- |
| Cole Johnson          | Judah Lewis        | Straub Martin     |
| Melanie               | Emily Alyn Lind    | Gáspárfalvi Dorka |
| Phoebe                | Jenna Ortega       | Schmidt Sára      |
| Max                   | Robbie Amell       | Czető Roland      |
| John                  | Andrew Bachelor    | Hamvas Dániel     |
| Mrs. Johnson          | Leslie Bibb        | Major Melinda     |
| Violet                | Amanda Cerny       | Pikali Gerda      |
| Sonya                 | Hana Mae Lee       | Kókai Tünde       |
| Allison               | Bella Thorne       | Gubik Petra       |
| Bee                   | Samara Weaving     | Mikecz Estilla    |
| Archie Johnson        | Ken Marino         | Dévai Balázs      |
| Juan                  | Chris Wylde        | Holl Nándor       |
| Dr. Nagy Carl McManus | Carl McDowell      | Horváth Gergely   |
| Jimmy                 | Maximilian Acevedo | Hajdu Tibor       |
| Diego                 | Juliocesar Chavez  | Baráth István     |
| Boom Boom             | Jennifer Foster    | Sodró Eliza       |

## A film készítése
2019 szeptemberében bejelentették, hogy Judah Lewis, Hana Mae Lee, Robbie Amell, Bella Thorne, Andrew Bachelor, Emily Alyn Lind, Leslie Bibb és Ken Marino visszatérnek szerepükhöz az előző filmből. A rendező szintén McG, a forgatókönyvet McG, Dan Lagana, Brad Morris és Jimmy Warden írta. A gyártó és társfinanszírozó a Wonderland Sound and Vision és a Boies / Schiller Film Group. 2019 októberében Jenna Ortega csatlakozott a szereplők köreihez.
A film forgatására 2019-ben került sor Los Angelesben (Kalifornia).

## Filmzene
A film zenéjét Bear McCreary szerezte.